# الیکایی اینکا
الیکایی اینکا (نام علمی: Pheugopedius eisenmanni) نام یک گونه از سرده الیکایی‌های زه‌پر است.